# Histoire de rire (nouvelle)
Pour les articles homonymes, voir Histoire de rire.
Histoire de rire est une nouvelle d’Anton Tchekhov, parue en 1886.

## Historique
Histoire de rire (Choutka, littéralement « plaisanterie ») est initialement publiée dans la revue russe Le Grillon en 1886. Le texte était signé « l'homme sans rate ». Tchekhov modifiera substantiellement la nouvelle en 1899. Aussi traduit en français sous le titre Plaisanterie ou Une Petite Plaisanterie.

## Résumé
Un jeune homme, une jeune fille, Nadia. Il l’incite à venir faire de la luge avec lui ; elle a peur, mais elle accepte. Pendant la descente, il lui dit :« Je vous aime, Nadia. »
Au bas de la colline, elle reprend ses esprits et le regarde d'un air interrogateur : est-ce lui qui a dit ces mots, ou a-t-elle cru les entendre dans la cacophonie du tourbillon ? Le jeune homme fait comme si de rien n'était. Malgré sa peur, Nadia lui demande alors de refaire une descente ; il redit les mêmes paroles. Elle attend une confirmation qui ne vient pas. Puis une troisième fois, puis le lendemain, le surlendemain. Elle s'habitue à cette phrase comme à du vin, elle ne peut plus s'en passer. Il y a toujours deux suspects : le jeune homme et le vent ; lequel des deux lui avoue son amour, elle l'ignore, mais ce cela lui est devenu indifférent.
C’est le printemps, il n'y a plus de neige pour faire de la luge et le jeune homme doit partir pour Saint-Pétersbourg pour longtemps, peut-être pour toujours. Il profite d’un coup de vent pour lui dire une dernière fois, sans qu'elle le voit :« Je vous aime, Nadia. » Et il s’en va.
Des années plus tard, Nadia s’est mariée avec un autre, elle a eu trois enfants. Les descentes en luge et les mots que lui apportaient le vent, « Je vous aime, Nadia. », sont toujours gravés dans sa mémoire : c'est le souvenir le plus touchant de sa vie. Le jeune homme, devenu vieux, se demande pourquoi il faisait cette petite plaisanterie.

## Adaptation musicale
En 2024, la nouvelle a fait l’objet d’une mise en musique par le compositeur Philippe Malhaire, sous le titre Une Petite Plaisanterie (éditions Klarthe), pour mezzo-soprano ou soprano et piano. L'œuvre met en musique une version du texte traduite en français et adaptée par le compositeur lui-même. L’originalité de cette adaptation réside notamment dans l’inversion des rôles : dans cette cantate de 17 minutes, Nadia n’est plus la jeune fille naïve et bouleversée par une déclaration ironique, elle devient la figure dominante. C’est elle qui trouble le jeune homme, puis s’éclipse.

## Édition française
- Histoire de rire, traduit par Madeleine Durand et Édouard Parayre, révision de Lily Dennis, Éditions Gallimard, Bibliothèque de la Pléiade, 1967  (ISBN 9782070105496).
- Histoire de rire et autres nouvelles, traduites par Anne Coldefy-Faucard, Librio, 2009  (ISBN 9782290341025).